# باول جنكينز
باول جنكينز (8 فبراير 1972 بغلوستر في المملكة المتحدة - ) (بالإنجليزية: Paul Jenkins)‏ هو لاعب كريكت بريطاني.

## وصلات خارجية
- باول جنكينز على موقع إي آس بي آن كريك إنفو (الإنجليزية)